# Les Adjots
 Les Adjots  es una población y comuna francesa, en la región de Poitou-Charentes, departamento de Charente, en el distrito de Angoulême y cantón de Ruffec.

## Demografía
| 513 | 488 | 515 | 453 | 448 | 390 |
| Para los censos de 1962 a 1999 la población legal corresponde a la población sin duplicidades (Fuente: INSEE [Consultar]) |     |     |     |     |     |